# 加藤明軌
加藤 明軌（かとう あきのり）は、近江水口藩の第10代藩主。水口藩加藤家12代。書や俳句に優れた文化人だったといわれる。

## 生涯
文政11年（1828年）1月23日、第9代藩主・加藤明邦の次男として江戸で生まれる。弘化元年（1844年）10月1日、将軍徳川家慶に拝謁する。同年12月16日、従五位下・和泉守に叙位・任官する。弘化2年（1845年）2月5日の父の隠居により家督を継いで第10代藩主となり、3月20日に越中守に遷任する。
弘化4年4月2日、日光祭礼奉行を命じられる。嘉永2年（1849年）2月3日、大坂加番を命じられる。
藩政では歴代藩主時代の財政難に加え、嘉永6年（1853年）5月には旱魃が起こるなどしたため、櫨の植樹政策などを行なっている。幕末期においては文久元年（1861年）の和宮警護、文久3年（1863年）の伏見警備、元治元年（1864年）の禁門の変における京都警護などに務めている。慶応2年（1866年）2月29日、家督を弟で養子の加藤明実に譲って隠居する。
明治16年（1883年）8月11日、東京芝愛宕下の旧邸で死去。享年56。

## 系譜
父母
- 加藤明邦（父）
- 宮 ー 側室（母）

正室
- 泰 ー 松平直寛の娘

側室
- 美津

子女
- 小笠原貞規（次男） ー 小笠原貞正の養子、生母は側室
- 加藤明俊、生母は側室

養子
- 加藤明実 ー 実弟